# Шейн Ґулд
Шейн Ґулд (англ. Shane Gould, 23 листопада 1956) — австралійська плавчиня.
Олімпійська чемпіонка 1972 року.